# Tabor, Maribor
Tabor je del Maribora in mestna četrt na desnem bregu reke Drave. Ima nekaj več kot 11.000 prebivalcev. Je glavna in osrednja četrt na desnem bregu Drave in se deli na še manjše dele, kot so Betnava, Naselje Jugomont, Mariborske metropole, S-21, Vurnikova kolonija idr.
Na Taboru se nahajajo Dvorana Tabor, Športni park Tabor, Osnovna šola Tabor I Maribor in Vojašnica Generala Rudolfa Maistra (t. i. Kadetnica), pri kateri je bil 2022 odprt prvi mariborski pasji park. 
Četrt ima tudi glavno mariborsko tovorno železniško oziroma ranžirno postajo in potniško železniško postajališče.